# Ludomir Michał Rogowski

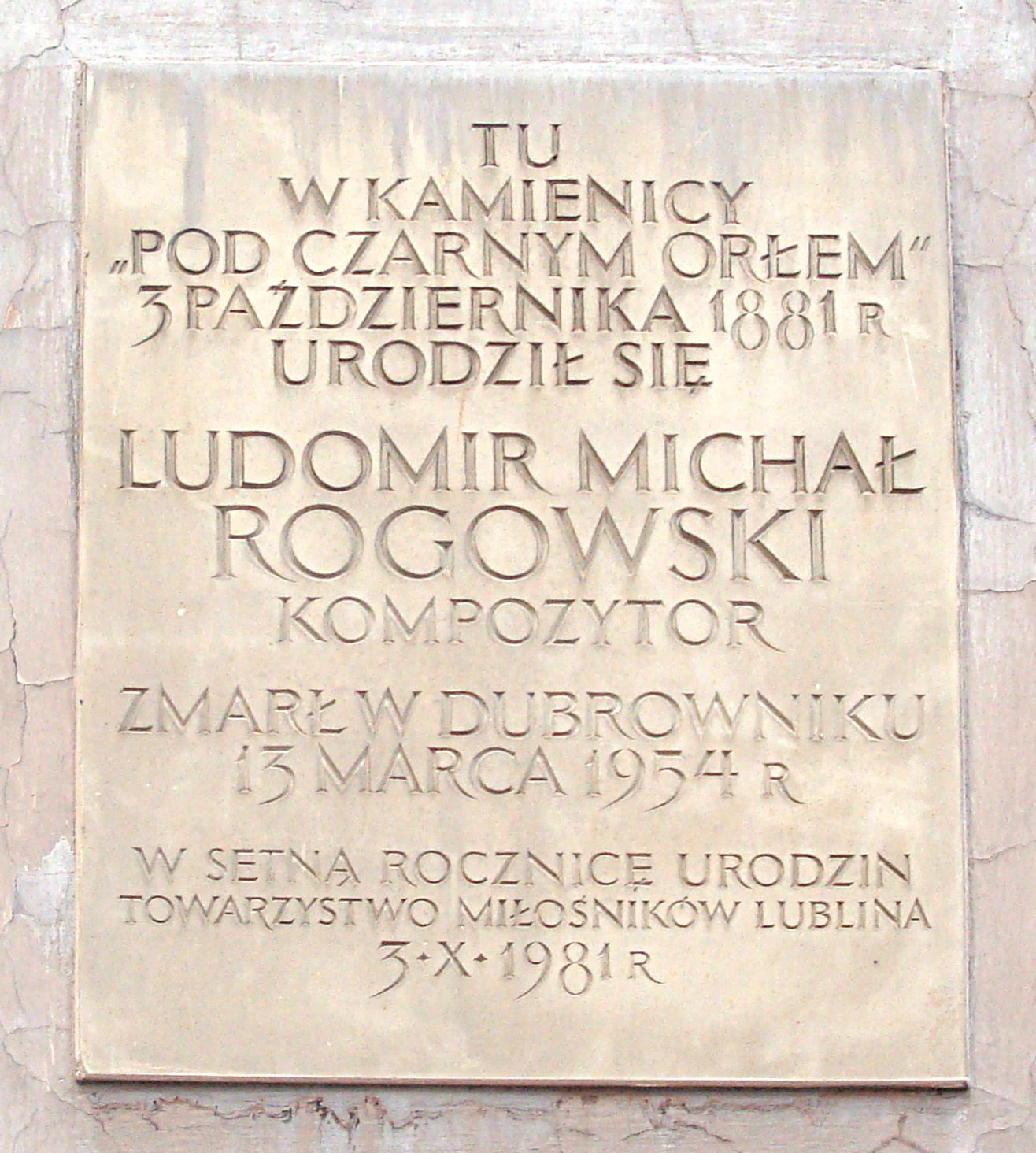
Tablica upamiętniająca Rogowskiego na domu w którym się urodził (ulica Bramowa w Lublinie

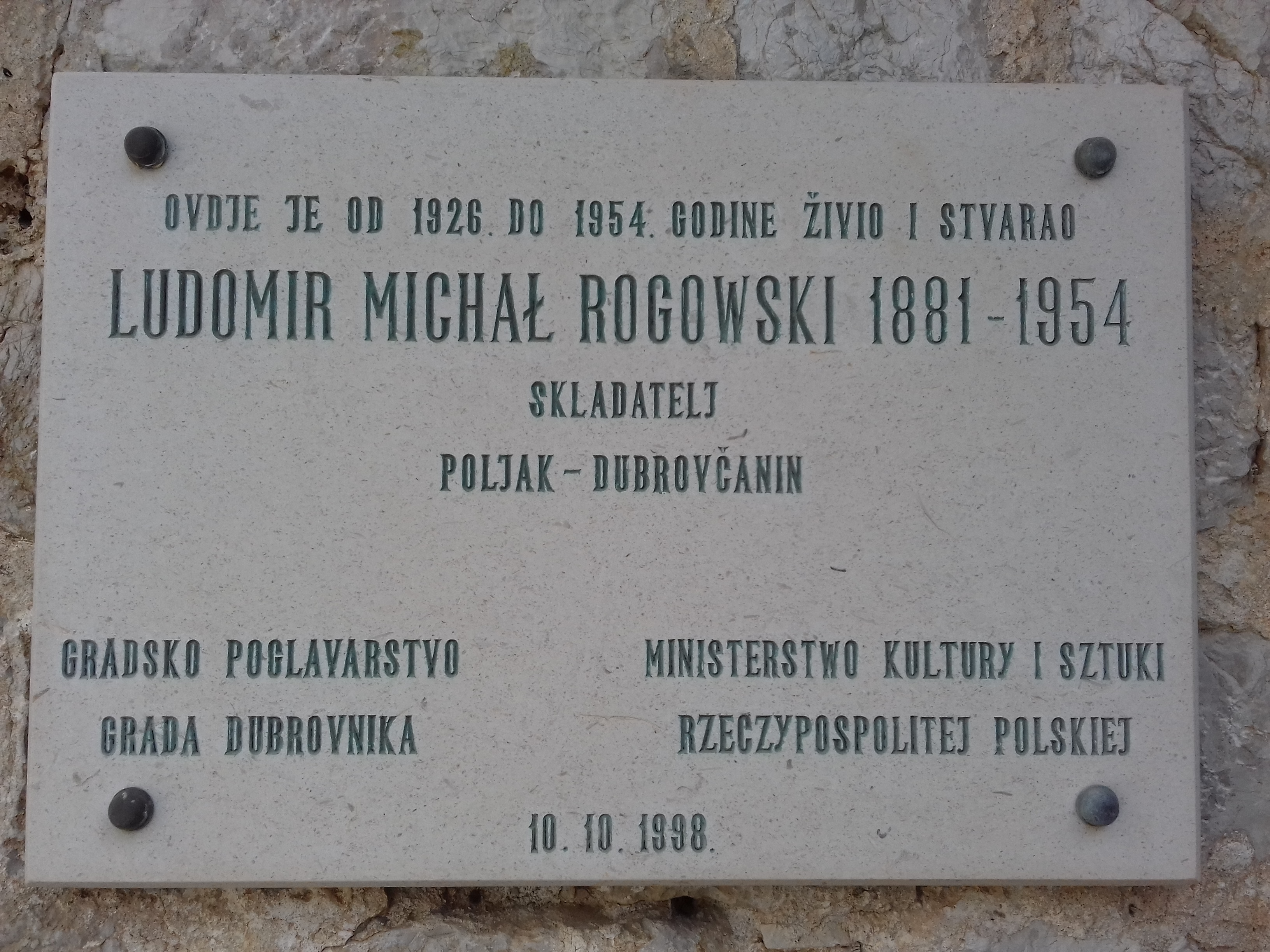
Tablica upamiętniająca Rogowskiego na klasztoru Św. Jakuba w Dubrovniku

Ludomir Michał Rogowski (ur. 3 października 1881 w Lublinie, zm. 13 marca 1954 w Dubrowniku) – polski kompozytor i dyrygent. 

## Życiorys
Studiował w Instytucie Muzycznym w Warszawie kompozycję u Zygmunta Noskowskiego i Romana Statkowskiego oraz dyrygenturę u Emila Młynarskiego. Studia ukończył w roku 1906, naukę kontynuował w latach 1906–1907 w Królewskim Konserwatorium Muzycznym w Lipsku, 1907–1908 w Monachium, 1908–1909 w Rzymie oraz 1911–1912 w Paryżu.
W latach 1909–1911 prowadził w Wilnie szkołę muzyczną oraz założył orkiestrę symfoniczną. W okresie 1912–1914 dyrygował orkiestrą Teatru Nowoczesnego w Warszawie. W czasie I wojny światowej przebywał w Paryżu, gdzie komponował i dyrygował chórem. W roku 1921 wrócił do Warszawy a w grudniu 1926 przeniósł się na stałe do Dubrownika.

## Twórczość
W twórczości Ludomira Michała Rogowskiego przewija się postulat wykorzystania muzyki ludowej jako źródła twórczości muzycznej. W zakresie stylu głosił wyczerpanie możliwości systemu dur-moll i postulował wprowadzenie skal naturalnych powstałych w wyniku rytmicznego następstwa kroków kwintowych.